# Le Monastère
Le Monastère is een gemeente in het Franse departement Aveyron (regio Occitanie). De plaats maakt deel uit van het arrondissement Rodez. Le Monastère telde op 1 januari 2022 2.301 inwoners.

## Geografie
De oppervlakte van Le Monastère bedroeg op 1 januari 2022 6,73 vierkante kilometer; de bevolkingsdichtheid was toen 341,9 inwoners per km².
De onderstaande kaart toont de ligging van Le Monastère met de belangrijkste infrastructuur en aangrenzende gemeenten.

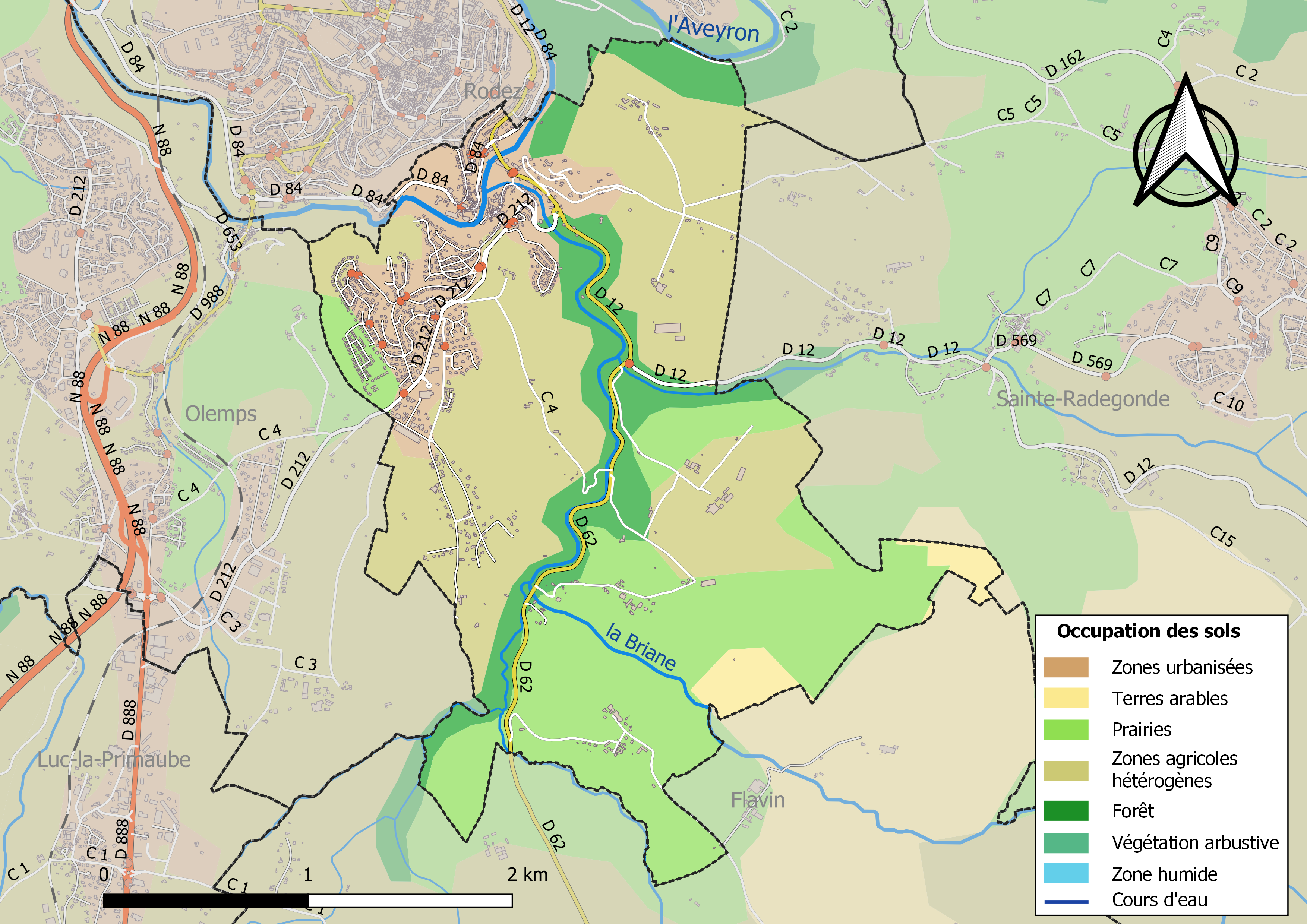

## Demografie
Onderstaande figuur toont het verloop van het inwonertal (bron: INSEE-tellingen).

Vanwege een beveiligingsprobleem met de MediaWiki Graph-software is het momenteel niet mogelijk deze grafiek weer te geven. Zodra de software is bijgewerkt zal de grafiek vanzelf weer zichtbaar worden.